# 菅沢 (新座市)
菅沢（すがさわ）は、埼玉県新座市の町名。現行行政地名は菅沢一丁目から二丁目。郵便番号は352-0017。

## 地理
埼玉県新座市西部に位置する。北部は東京都清瀬市と接する。農地が多いが、新座駅からも近く急速に宅地化が進む。

## 歴史
もとは江戸期より存在した新座郡野方領に属する菅沢村であった。
- 知行ははじめは川越藩領で、1624年（寛永元年）より上野高崎藩領となる[4]。
- 1871年（明治4年）
  - 7月14日 - 廃藩置県により、高崎県となる。
  - 11月14日 - 第1次府県統合により、入間県の管轄となる。
- 1873年（明治6年）6月15日 - 入間県が群馬県（第1次）と合併して熊谷県の管轄となる。
- 1876年（明治9年）8月21日 - 第2次府県統合により、埼玉県の管轄となる。
- 1879年（明治12年）3月17日 - 郡区町村編制法により成立した新座郡に属す。
- 1889年（明治22年）4月1日 - 町村制施行に伴ない、大和田町と野火止村、北野村、菅沢村、西堀村が合併し、新座郡大和田町が成立。菅沢村は大和田町の大字菅沢となる。
- 1896年（明治29年）4月1日 - 新座郡の北足立郡への編入に伴い、北足立郡に属す。
- 1955年（昭和30年）3月1日 - 大和田町と片山村が合併し、新座町が成立。新座町の大字となる。
- 1970年（昭和45年）11月1日 - 市制施行により、新座市の大字となる。
- 1973年（昭和48年）7月1日 - 大字菅沢の一部があたご二丁目となる。また、大字菅沢の一部があたご一丁目・三丁目および本多二丁目の各一部となる。
- 1974年（昭和49年）8月1日 - 住居表示の実施に伴ない[4]、大字菅沢と大字野火止の一部から菅沢一丁目〜二丁目が成立[5]。また、大字菅沢の一部が野火止三丁目の一部となる。大字菅沢が消滅。

## 世帯数と人口
2017年（平成29年）1月1日現在の世帯数と人口は以下の通りである。
| 丁目       | 世帯数  | 人口    |
| ---------- | ------- | ------- |
| 菅沢一丁目 | 200世帯 | 526人   |
| 菅沢二丁目 | 482世帯 | 1,121人 |
| 計         | 682世帯 | 1,647人 |

## 小・中学校の学区
市立小・中学校に通う場合、学区（校区）は以下の通りとなる。
| 丁目       | 番地 | 小学校               | 中学校             |
| ---------- | ---- | -------------------- | ------------------ |
| 菅沢一丁目 | 全域 | 新座市立野火止小学校 | 新座市立新座中学校 |
| 菅沢二丁目 | 全域 | 新座市立野火止小学校 | 新座市立新座中学校 |

## 交通

### 道路
- 関越自動車道
- 埼玉県道・東京都道40号さいたま東村山線（志木街道）
- 東山通り
- あたご菅沢通り

### 鉄道
- 地内に鉄道は敷設されていない。JR新座駅が最寄り駅となっている[要出典]。

## 施設
- 十文字学園女子大学
- 東京電力パワーグリッド新座変電所
- 菅沢一丁目児童遊園
- 稲荷神社